# Chiot

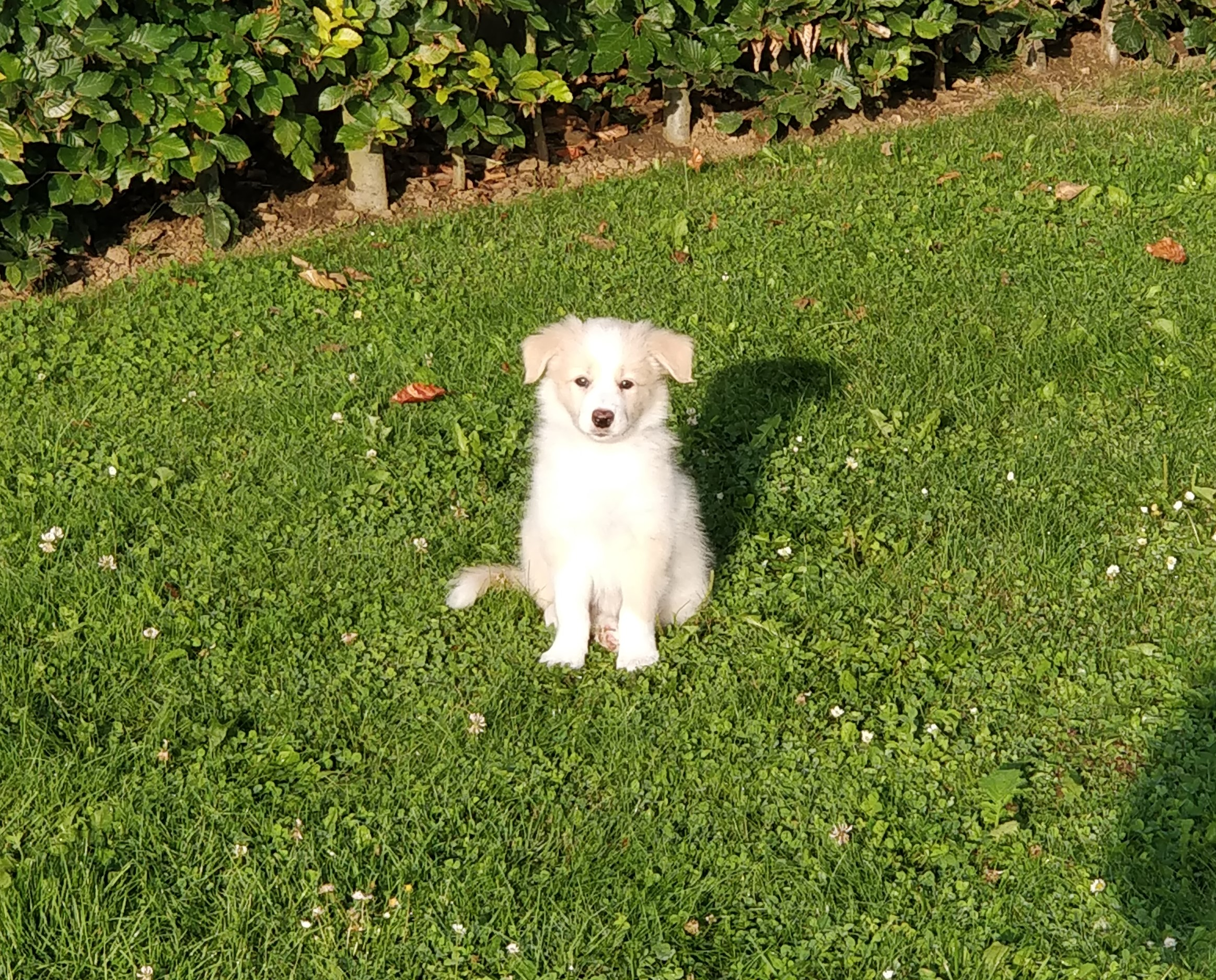
Chiot Border collie

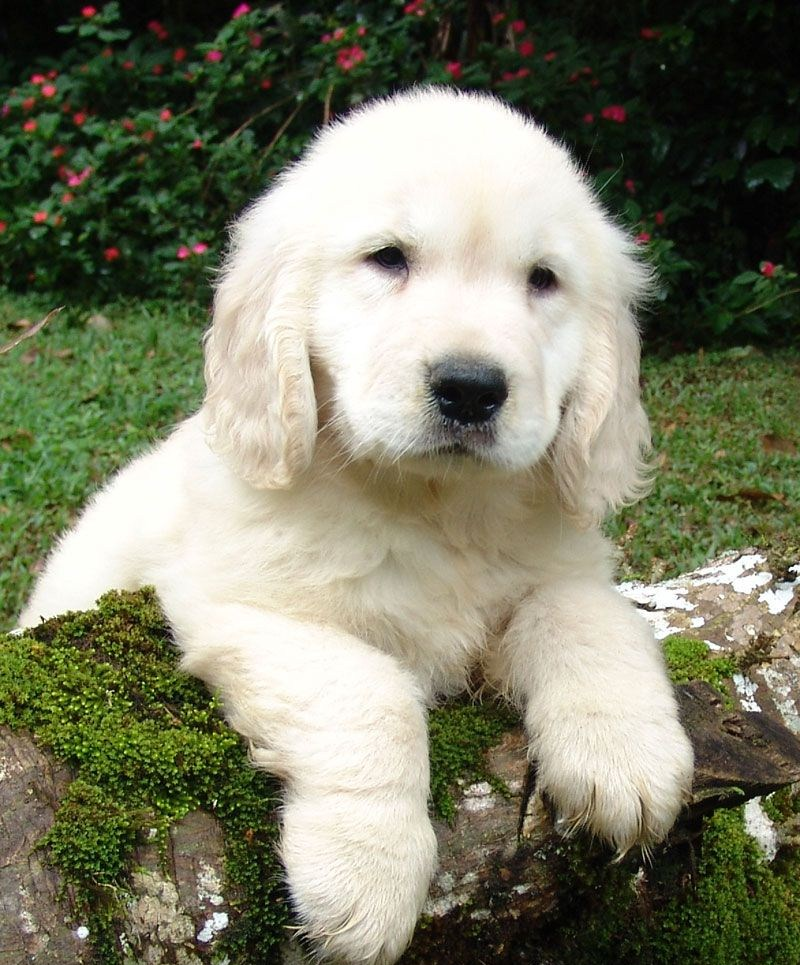
Chiot Golden Retriever

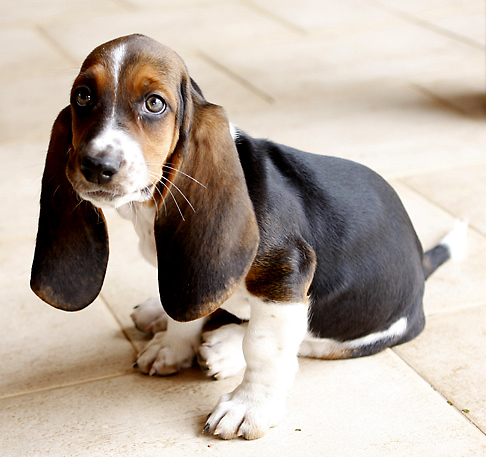
Chiot Basset Hound

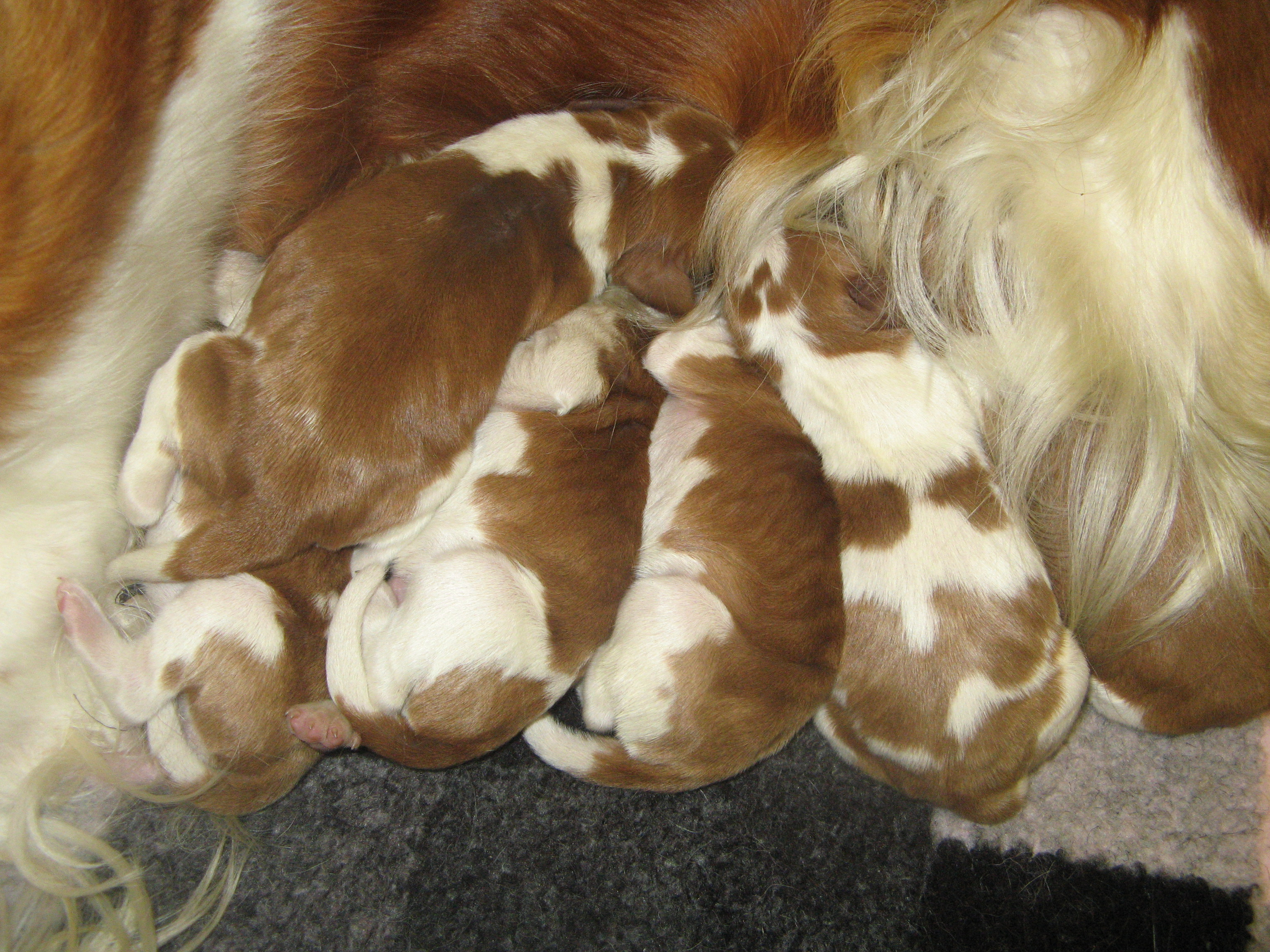
Chiots Welsh Springer Spaniel

Un chiot est le terme désignant un jeune chien (mâle) ou une jeune chienne (femelle) au cours de la période qui suit la naissance (juvénile).
Selon la race et la taille, cette période dure entre 10 et 18 mois ; passé ce délai, il n’est plus considéré comme chiot. L’appellation « chiot » est issue du latin « catellus » (« petit chien »).

## Développement
Nés après une moyenne de 63 jours de gestation, les chiots émergent dans un amnios qui est arraché et mangé par la mère. Les chiots commencent à téter presque immédiatement. Si la portée dépasse six chiots, en particulier si un ou plusieurs sont des avortons, une intervention humaine pour nourrir à la main les chiots les plus faibles est nécessaire, pour s’assurer qu'ils reçoivent une alimentation et une attention adéquates de la part de la mère.
Lorsqu’ils atteignent l’âge d’un mois, les chiots sont progressivement sevrés et commencent à manger des aliments solides. La mère peut régurgiter de la nourriture partiellement digérée pour les chiots ou les laisser manger une partie de sa nourriture solide. À ce stade, la mère refuse généralement d’allaiter ses petits, mais elle peut les laisser faire de temps en temps pour les réconforter.
Certains chiots peuvent peser de 1 à 1,5 kg, tandis que les plus gros peuvent peser jusqu’à 7–11 kg. La couleur du pelage d’un chiot peut changer à mesure que le chiot vieillit, comme on le voit couramment chez des races telles que le Yorkshire Terrier.
Au début, les chiots passent la grande majorité de leur temps à dormir et à se nourrir. Ils s'entassent instinctivement les uns sur les autres et deviennent angoissés s'ils sont séparés du contact physique avec leurs congénères, même par une courte distance.
À la naissance, les chiots ont un odorat entièrement fonctionnel, mais ils sont incapables d'ouvrir les yeux. Au cours des deux premières semaines, les sens d'un chiot se développent tous rapidement. Au cours de cette étape, le nez est le principal organe sensoriel utilisé par les chiots pour trouver les tétines de leur mère et pour localiser leurs compagnons de portée, s'ils sont séparés par une courte distance. Les chiots ouvrent les yeux environ neuf à onze jours après la naissance. Au début, leurs rétines sont peu développées et leur vision est mauvaise. Les chiots ne voient pas aussi bien que les chiens adultes. En ce qui concerne les oreilles, elles restent scellées jusqu'à environ treize à dix-sept jours après la naissance, après quoi ils réagissent plus activement aux sons. Entre deux et quatre semaines, les chiots commencent généralement à grogner, mordre, remuer la queue et aboyer.
Les chiots se développent très rapidement au cours de leurs trois premiers mois, en particulier après l'ouverture des yeux et des oreilles. Ils vont aussi dépendre de moins en moins de leur mère. Leur coordination et leur force s'améliorent, ils s'entraînent avec leurs compagnons de portée et commencent à explorer le monde en dehors du nid. Ils jouent à des jeux de lutte, de poursuite, de domination et de tir à la corde.

## Socialisation

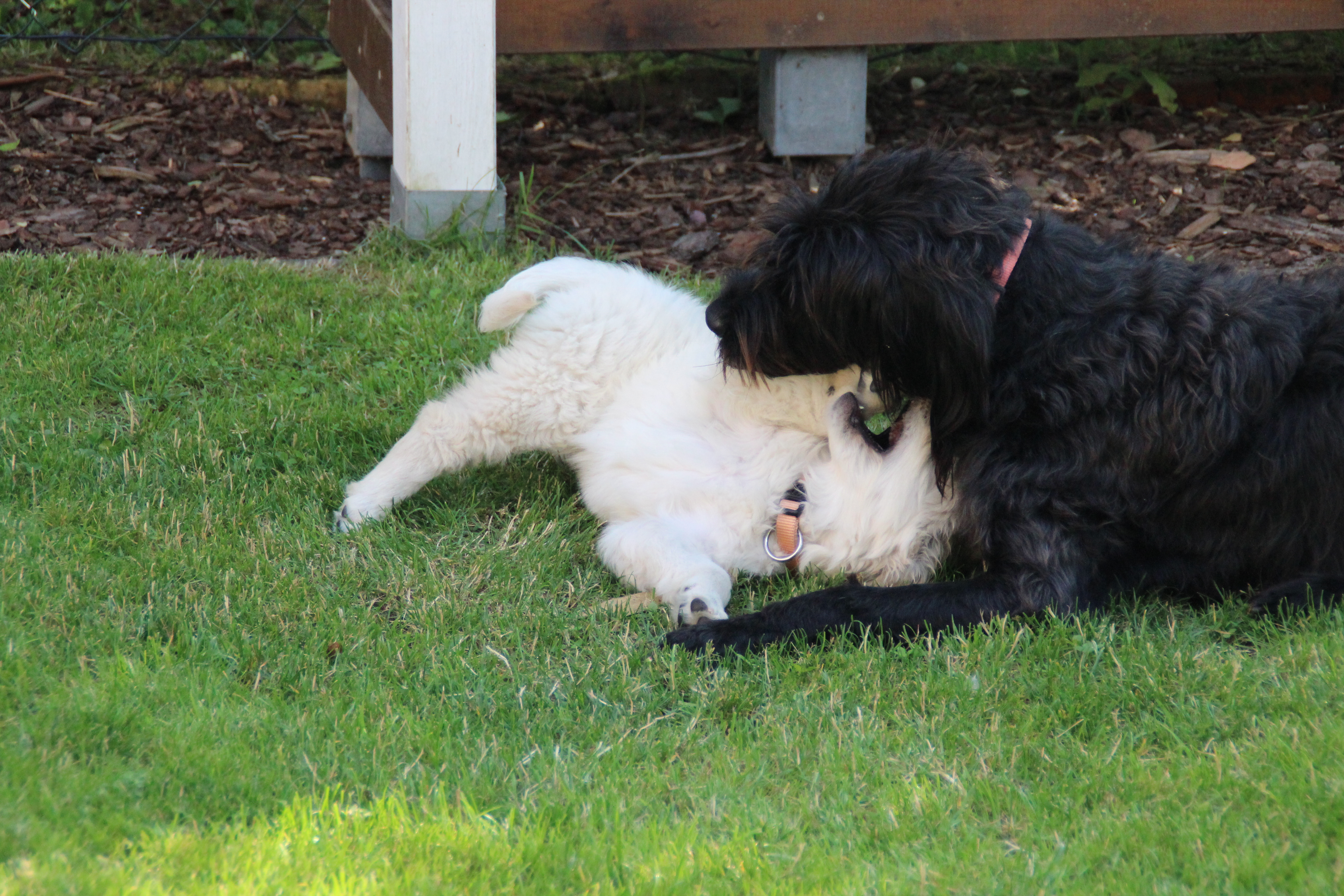
Chiot jouant avec sa mère.

Les chiots sont des animaux très sociaux et passent la plupart de leurs heures d’éveil à interagir avec leur mère ou leurs frères et sœurs. Lorsque les chiots sont socialisés avec des humains, en particulier entre huit et douze semaines, ils développent leurs compétences sociales avec les gens. Ceux qui ne reçoivent pas une socialisation adéquate pendant cette période peuvent afficher un comportement craintif envers les humains ou les autres chiens à l’âge adulte. La période optimale de socialisation se situe entre huit et douze semaines ; les entraîneurs d’animaux professionnels et l’American Kennel Club conseillent aux chiots d’être initiés à « 100 personnes d’ici 12 semaines » et ont rencontré une sélection large et variée de personnes et d’environnements.

## Caudectomieetonyxectomie
La pratique de la caudectomie (ablation de la queue) était originellement une mesure préventive des blessures chez les chiens de travail. Aujourd’hui, elle est maintenant principalement effectuée pour des raisons purement esthétiques, et certaines races ont traditionnellement la queue coupée légèrement, voire complètement. De nombreux pays interdisent désormais la caudectomie et le dégriffage à des fins esthétiques, notamment l’Australie, certaines parties du Canada, la majorité des pays européens (Autriche, Grèce, Finlande, Pays-Bas, Italie, République tchèque, Turquie, Pologne, Slovaquie, Angleterre, Écosse, Slovénie, Irlande, Norvège et Suède), tandis que d’autres, comme les États-Unis, l’autorisent encore.
Depuis 2008, la pratique est combattue par l'American Veterinary Medical Association. Certains éleveurs préfèrent également dégriffer les chiens pour éviter de futures blessures causées par les griffures, ou dans le cas d'ergots, d'ongles incarnés et arrachés. Les procédures de caudectomie et de dégriffage sont généralement effectuées dans les premiers jours après la naissance, par un vétérinaire ou par un éleveur expérimenté.

## Galerie

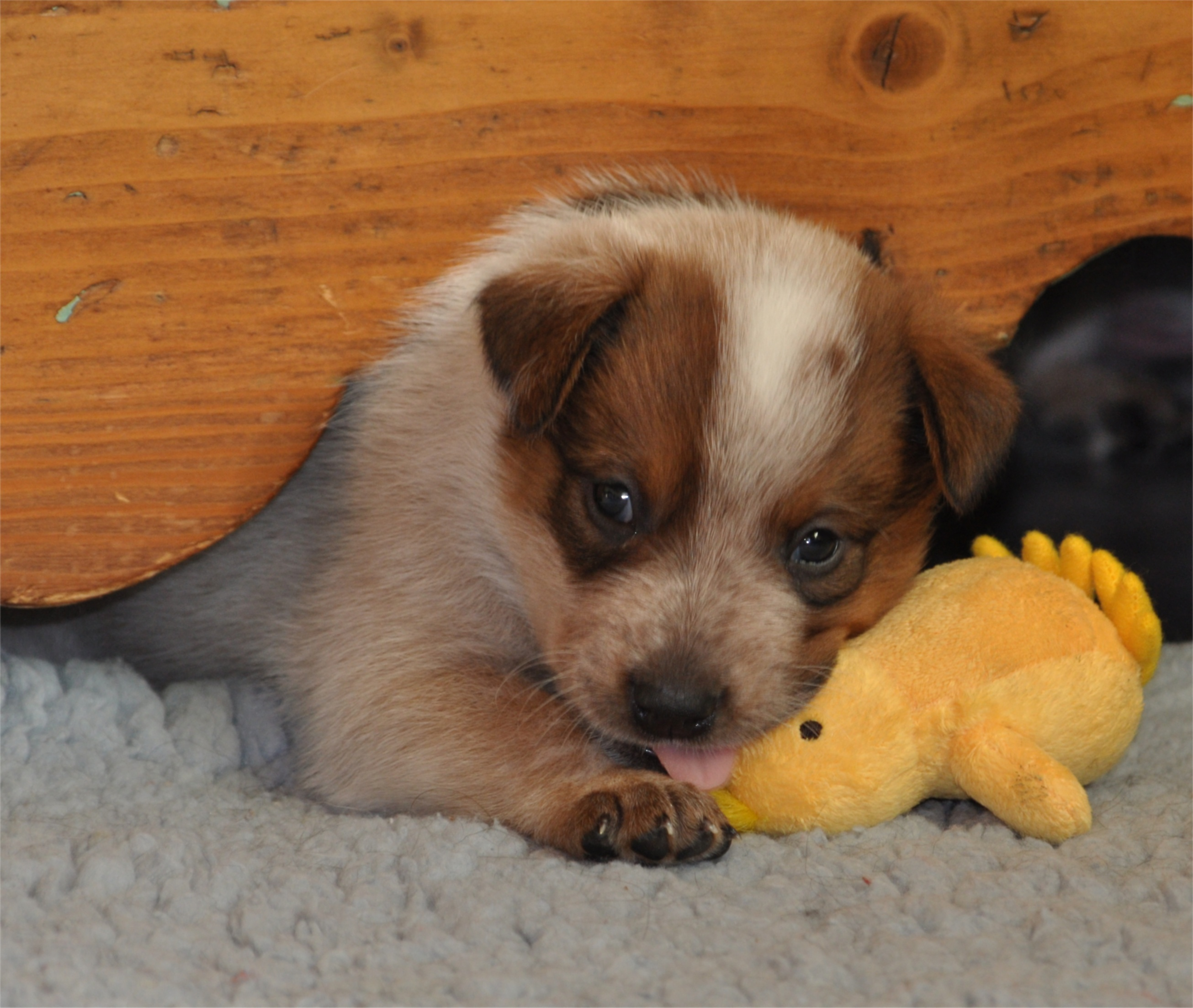
Chiot Bouvier Australien
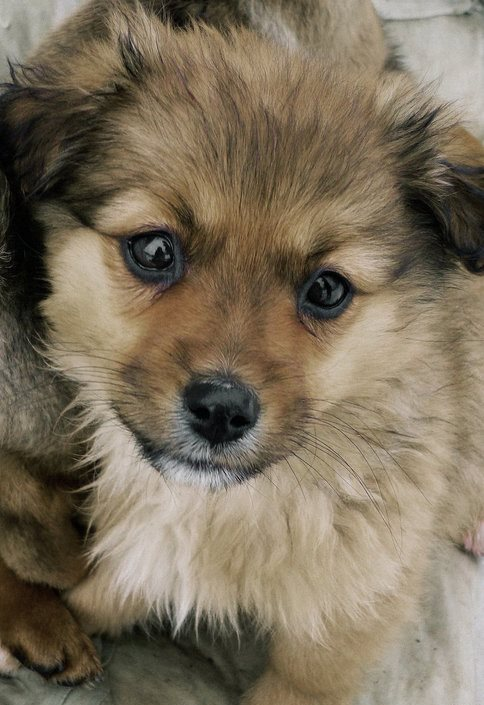
Un chiot croisé
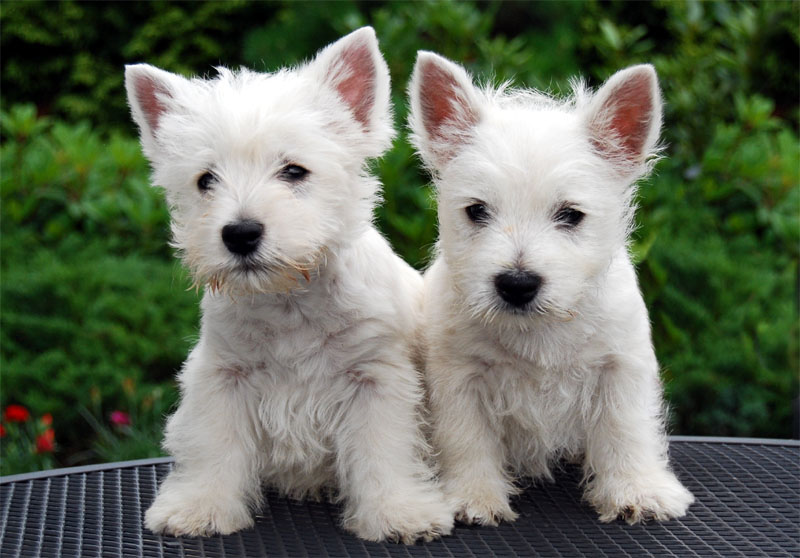
Chiots West Highland White Terrier
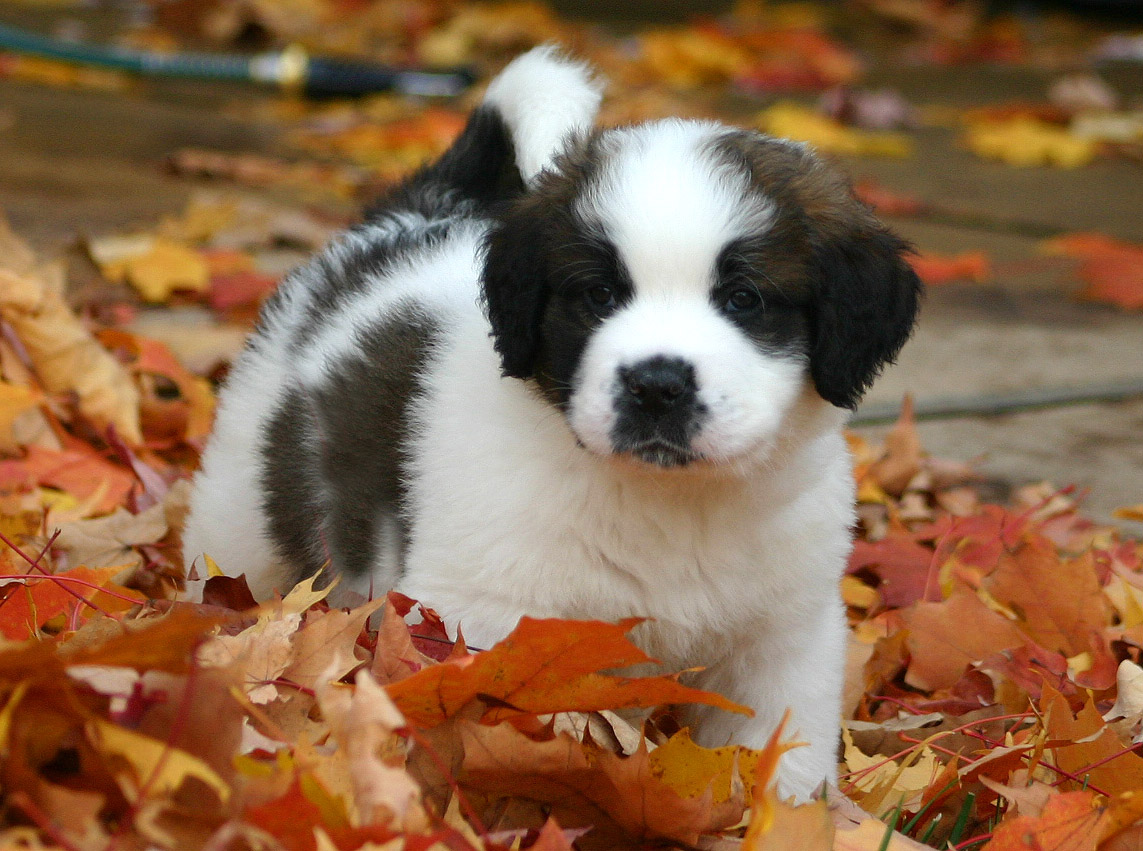
Chiot Saint-Bernard
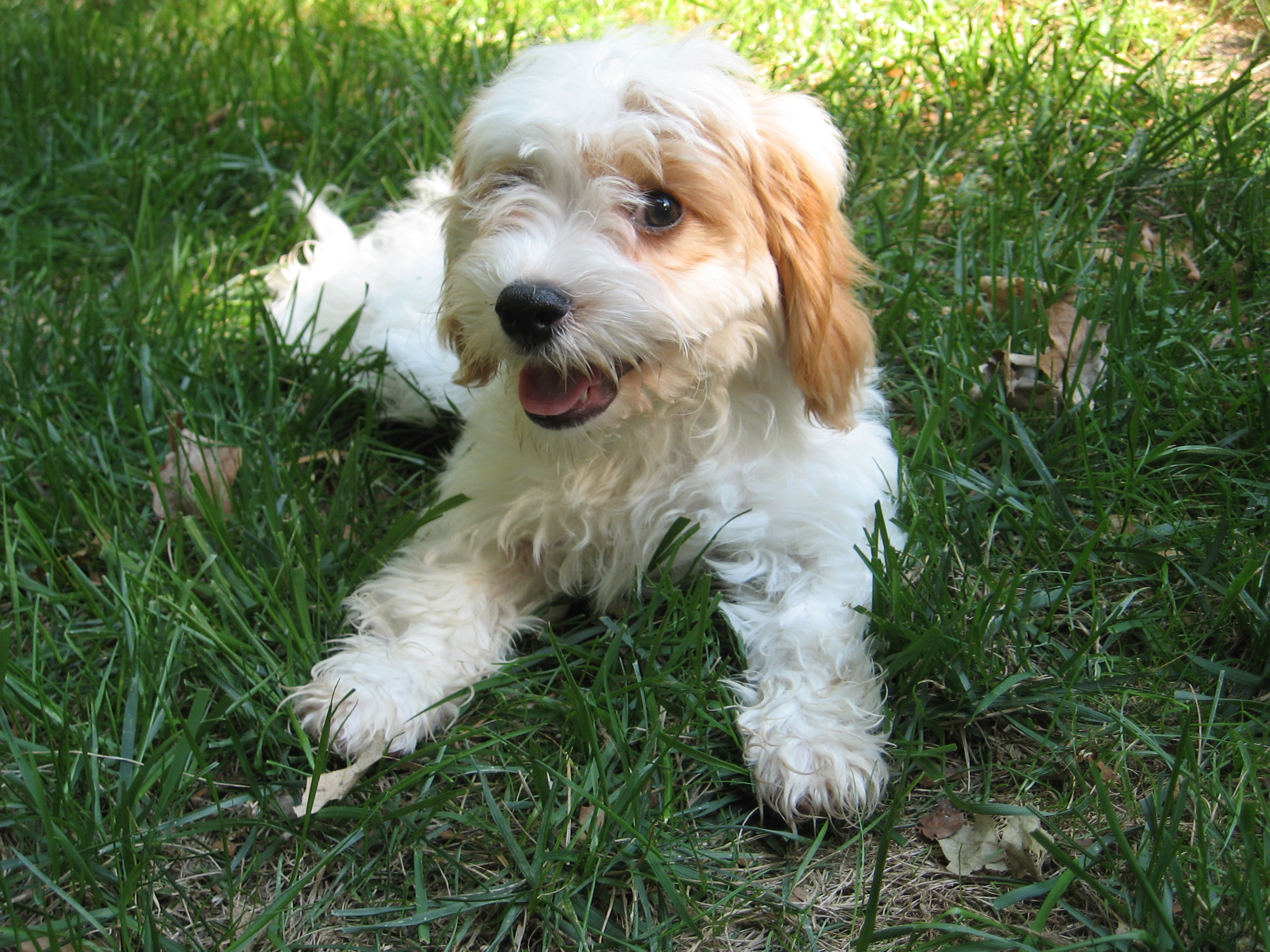
Chiot Cavoodle
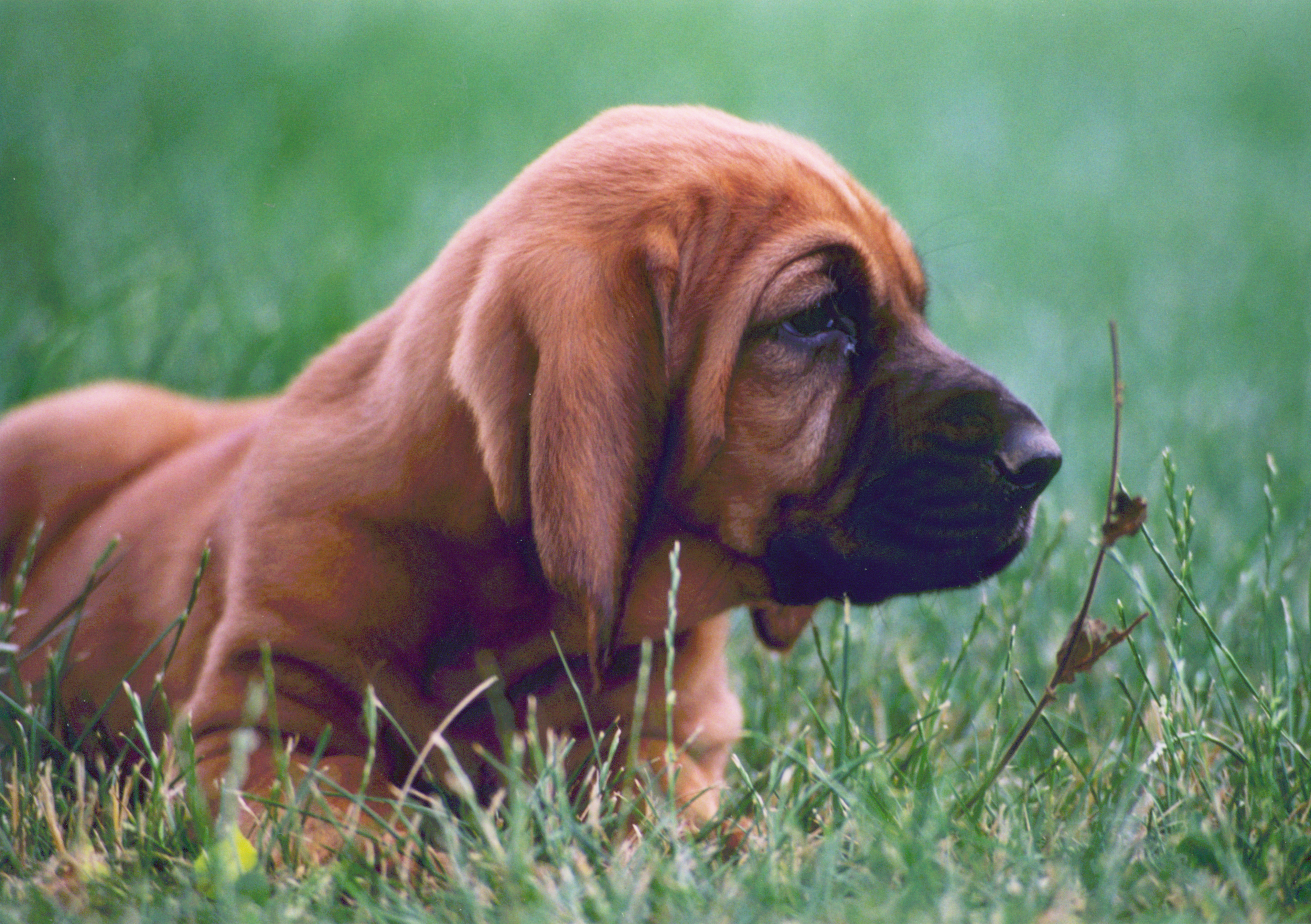
Chiot limier
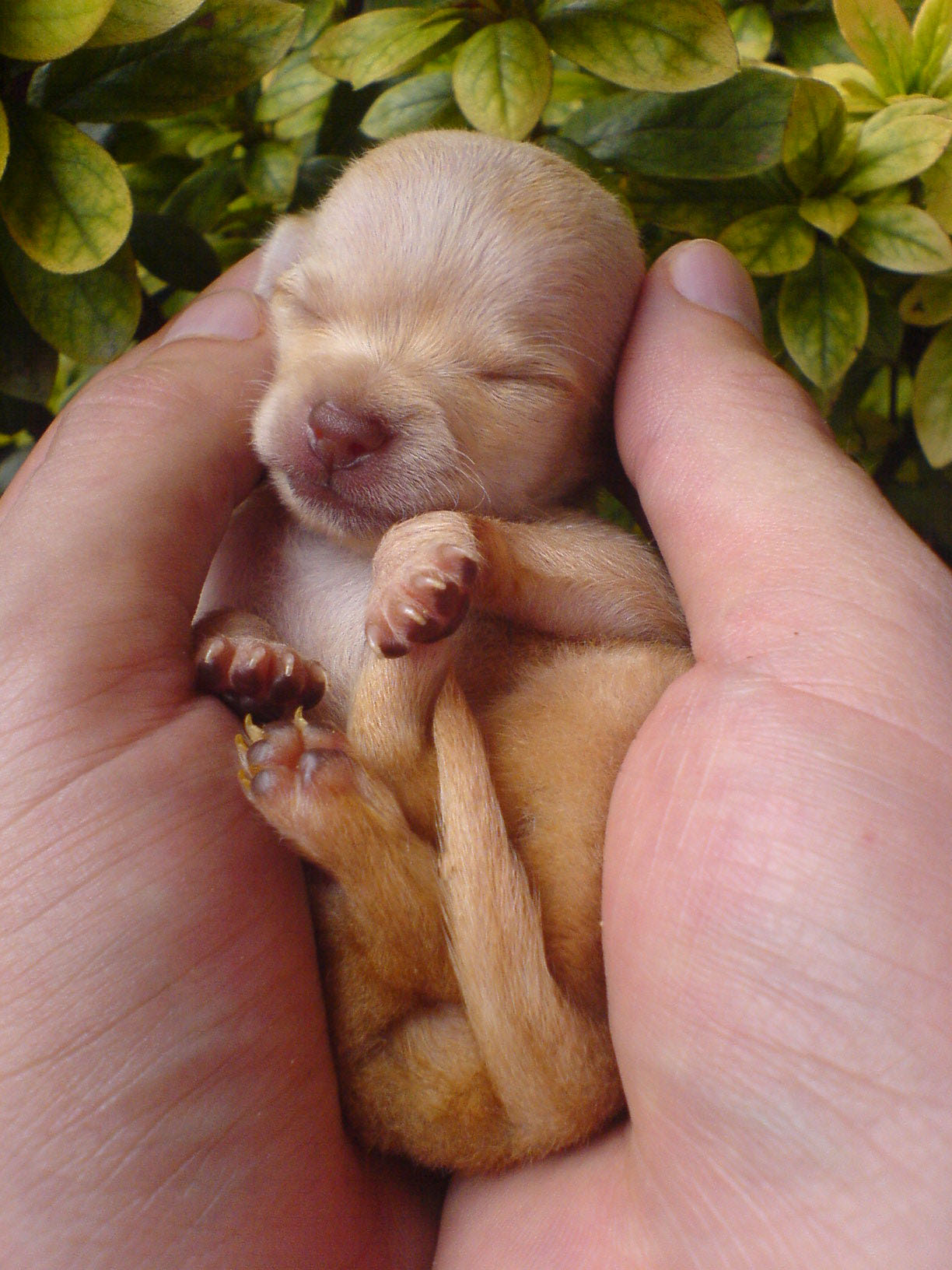
Chiot Chihuahua
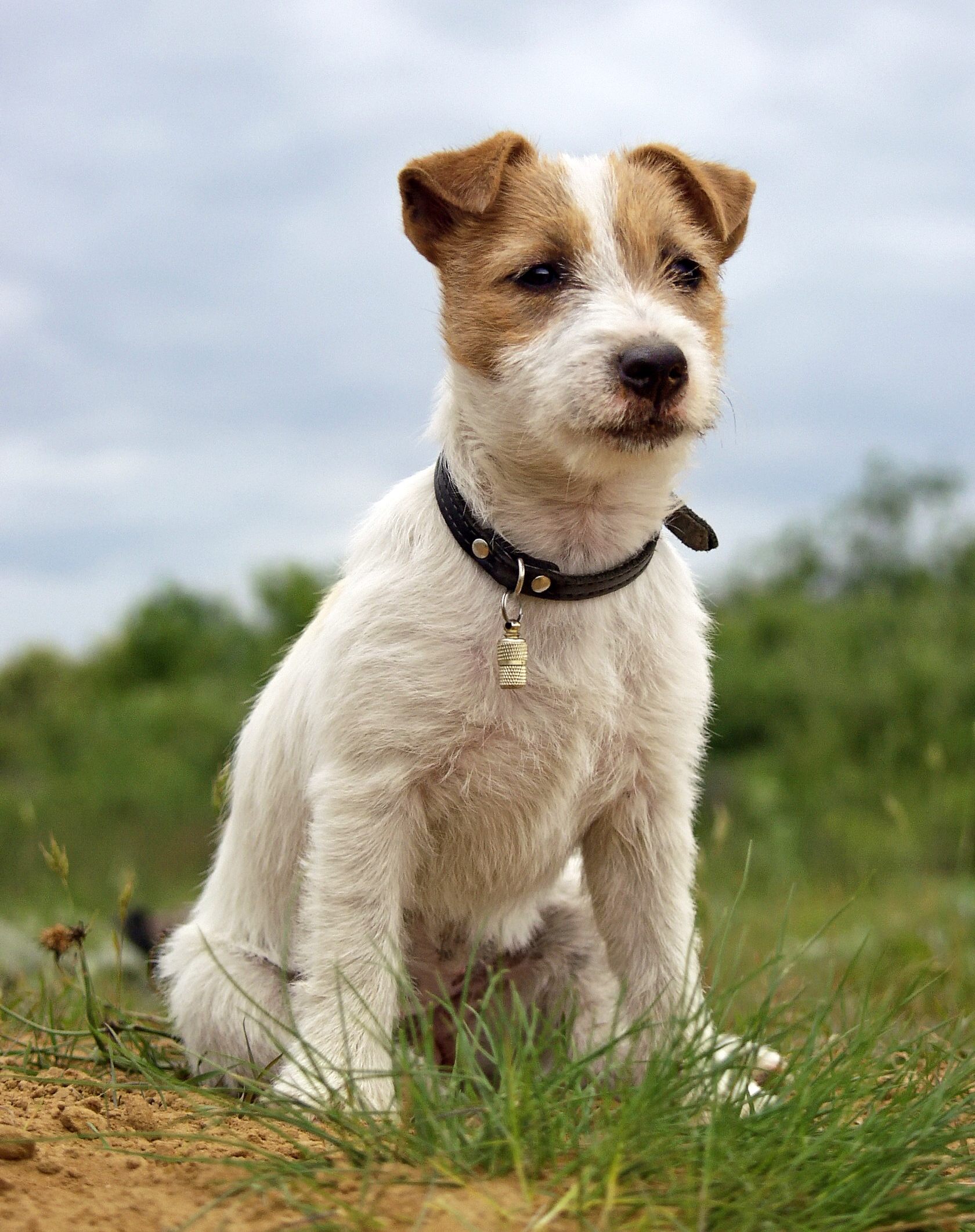
Chiot Jack Russell Terrier
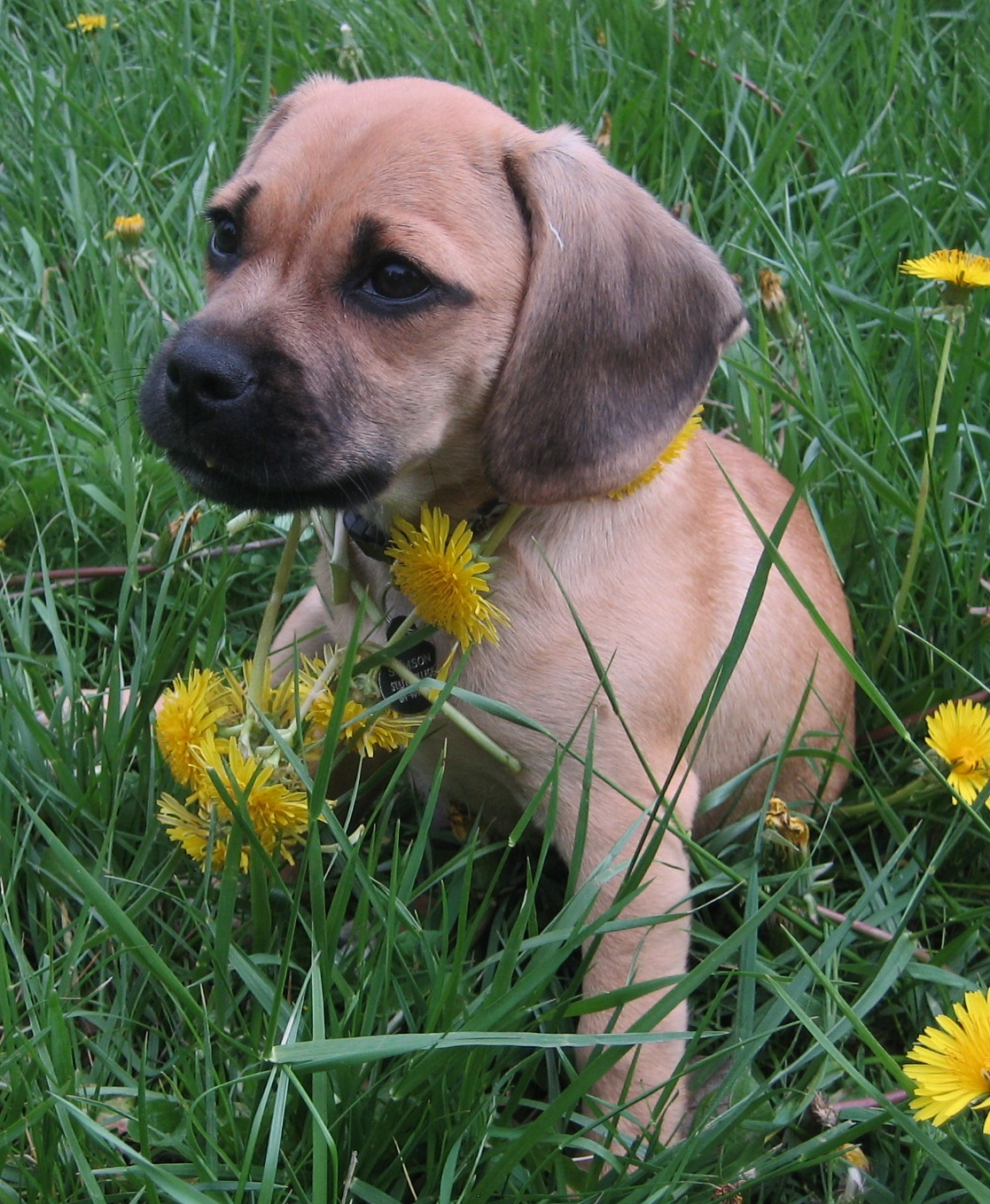
Chiot Puggle
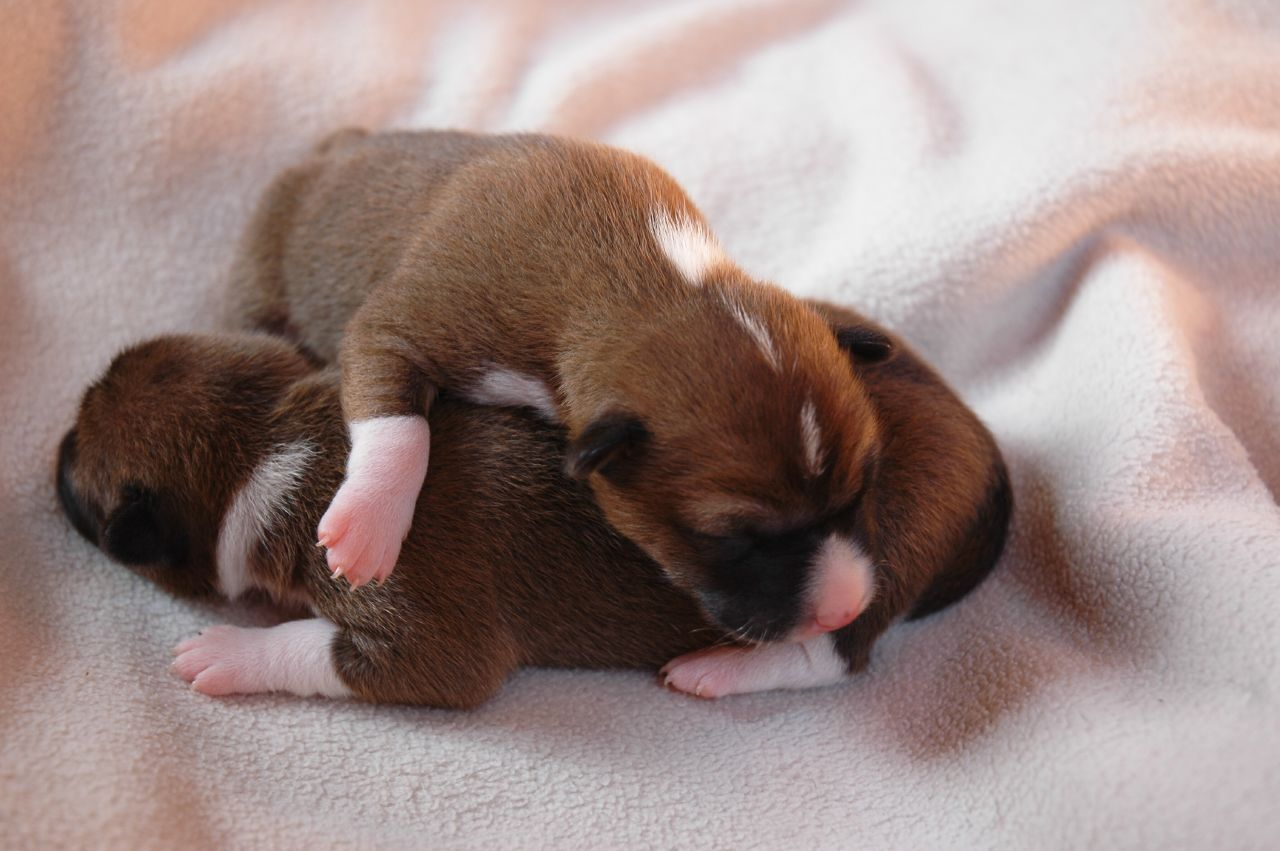
Chiots Basenji
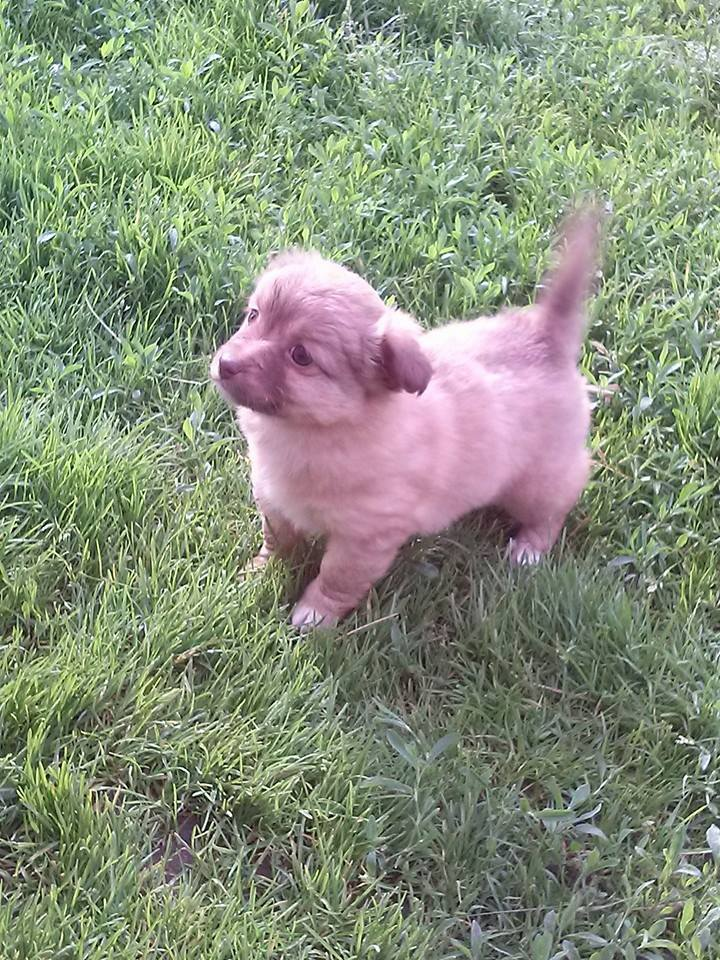
Chiot Spitz allemand
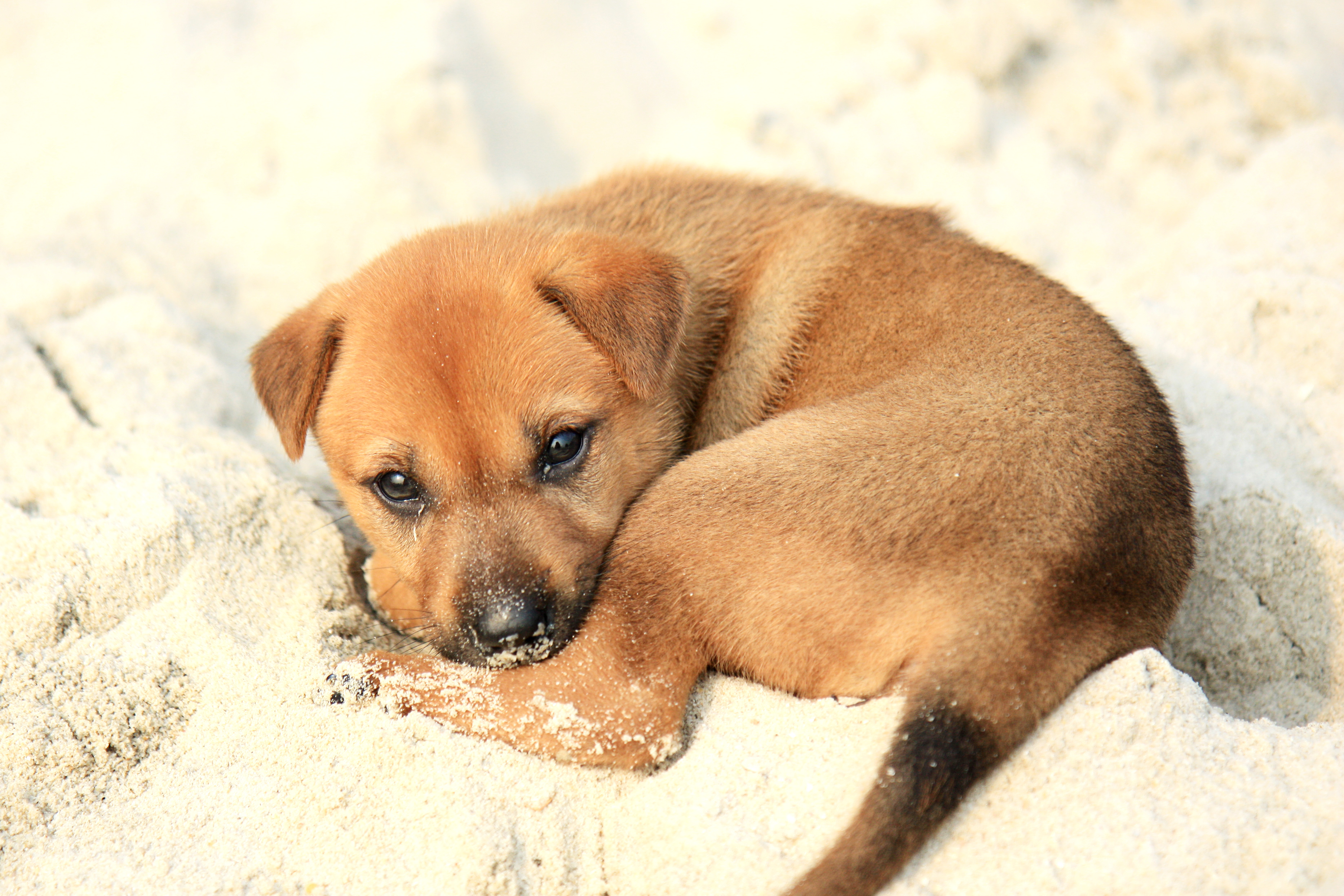
Un petit chiot bâtard sur le rivage de la baie d'Halong
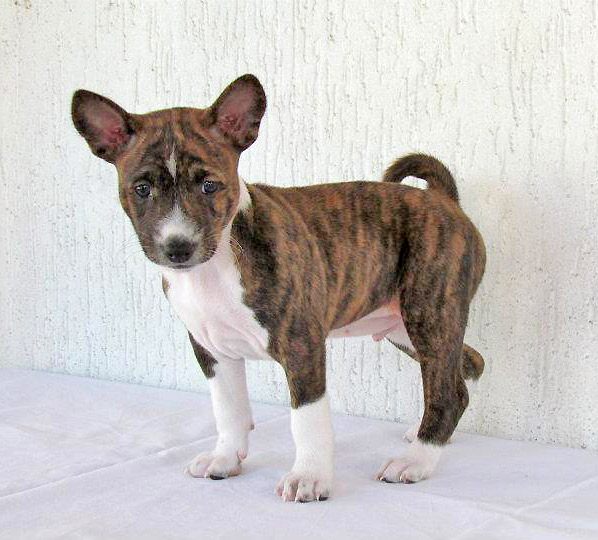
Chiot Basenji
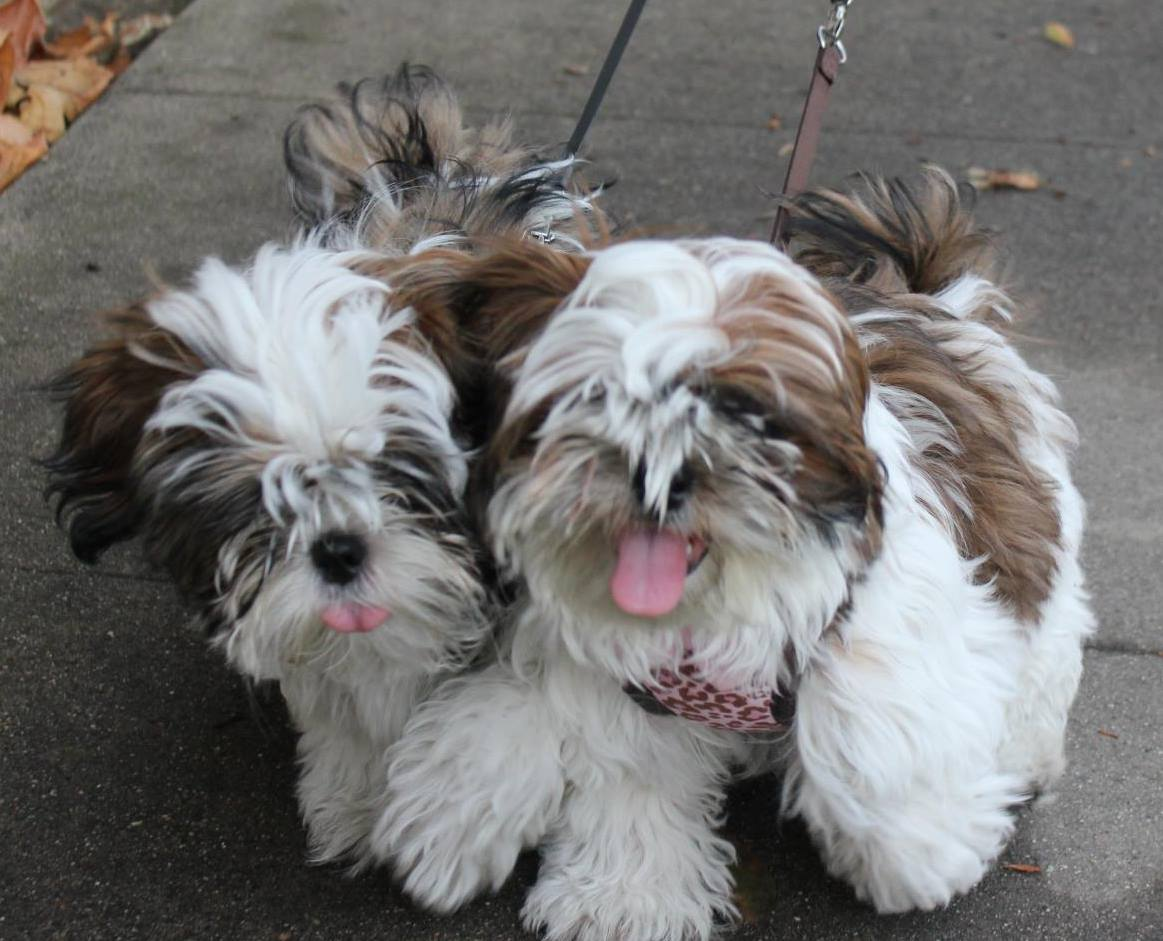
Deux chiots Shih Tzu
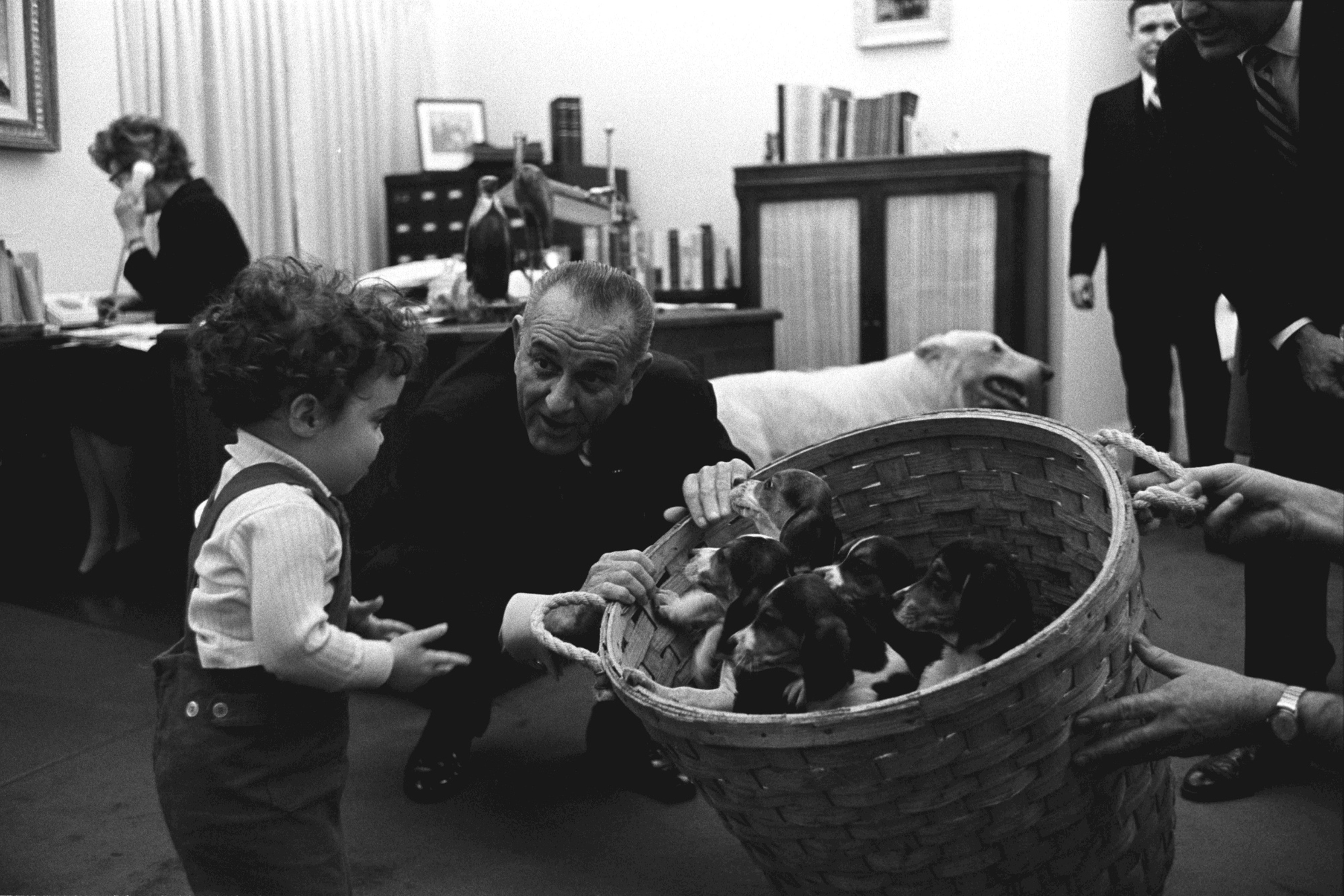
Le président Lyndon B. Johnson avec un panier de chiots en 1966